# Никша Бућин
Никола „Никша“ Бућин (9. јун 1924 — 14. новембар 1944) био је црногорски фудбалер и борац који је учествовао у Народноослободилачкој борби током Другог свјетског рата.

## Биографија
Рођен је у трговачкој породици 9. јуна 1924. године у Котору. Завршио је гимназију у Котору и играо је фудбал за Бокељ. Почетком Другог свјетског рата, 1941. године почео је активно да учествује у припреми устанка, а исте године постао је члан СКОЈ-а и кандидат за члана КПЈ. Средином 1944. године ступио је у батаљон Озне за Боку и постао је комесар чете у батаљону.
Умро је 14. новембра 1944. године, у 20. години, у у борби против четника у Шишићима.

## Насљеђе
У његову част, 1956. године је организован Куп Никша Бућин за фудбалске клубове из градова који се налазе у оквиру Јужне регије Црне Горе. Одржава се сваке године обично у прољеће, уз прекид 1999. године због НАТО бомбардовања СР Југославије, као и 2020. и 2021. због пандемије ковида 19, Куп није одржаван 2020. и 2021. године,
Базен у Котору је саграђен 1984. године и назван је „Никша Бућин“, док је 2021. године преименован у „Зоран Џими Гопчевић“, по ватерполисти Зорану Гопчевићу.
Године 2021. у Котору му је подигнуто спомен-обиљежје.